# 蔡草如
蔡草如（1919年8月9日—2007年6月6日），本名蔡錦添，臺灣臺南市人，作品以廟宇彩繪、膠彩及水墨為代表、也擅長水彩及油畫。1937年跟隨舅舅陳玉峰習畫，1943年前往日本東京川端畫學校就讀，於1946年返臺。返臺後為了安頓生活，仍跟隨舅舅陳玉峰參與寺廟彩繪工作，同時積極參加全省美展及台陽美展，獲獎無數，後成為全省美展審查委員。1964年成立台南市國畫研究會，推動南臺灣現場寫生水墨畫的風氣。

## 生平
蔡草如於1919年8月9日出生於日治時期臺南市永樂町（即現今的普濟街）。他的父親是一位能製作精緻銅具的打造師傅，擁有工藝美術和造型設計的能力。雖然他父親的手藝甚佳，卻不善於理財，使家中經濟負擔沉重，所幸母親陳明花女士(1897-1960)擅長刺繡及陶瓷彩繪，以此貼補家用。陳明花女士即是臺南廟宇彩繪名師陳玉峰的大姊。其從小對美術的興趣和天分，一方面可能源自雙親藝術細胞的遺傳，另一方面從小的家庭環境，尤其母系彩繪世家的耳濡目染，對他應該產生相當程度潛移默化之作用。
1927年，他進入臺南市第二公學校（今臺南市北區立人國民小學前身）就讀，當時日本殖民政府當局已在1921年（大正十年）頒布「公學校規則修正」，將「圖畫」課獨立成為教學科目，教學內容以臨畫、寫生畫和考案畫（偏重創意思考）之教學為主，強調「應盡量讓兒童描繪日常所見事物」。
公學校時期的蔡草如，六年級時，曾參加總督府舉辦的海報比賽，獲得全島第一名。當時有前輩畫家廖繼春（1902-1976）居住在台南，廖繼春年長蔡草如十七歲，在長榮中學任教，也在今民權路一段一帶的高砂町開設畫具店。店中擺設一些自己的作品，這些作品包括曾入選首屆（1920）台展的〈靜物〉、〈裸女〉，也包括入選帝展的〈有芭蕉樹的庭園〉等。都給予年輕的蔡草如深刻的印象，也激發他前往日本東京學習的心志。
1937年，十九歲的蔡草如為分擔家計，追隨舅舅陳玉峰學畫，透過觀摩自學的方式，學習水墨傳統民俗畫，僅半年即開始獨自繪製門神彩繪，比起一般民俗畫師的師承縮短了將近三年的時程。1940年代，陳玉峰承接的工作源源不斷，收入自然也不成問題，蔡草如此時已然能夠挑起家計。
然而，昭和十六年（1941年）12月太平洋戰爭爆發，日本殖民政府更加積極在臺推動皇民化運動，如「寺廟整理運動」等措施，影響到與傳統信仰關聯極為密切的廟宇藝術。一時之間，廟宇彩繪工作幾乎完全停頓。在昭和十八年（1943年）蔡草如進入川端畫學校學習，奠定素描寫生基礎，也決定了爾後走向膠彩、水墨的創作路向。
昭和二十年（1945年）3月，川端畫學校學校建築主體遭轟炸而毀於戰火。在日本時期，蔡草如曾改名「赤城堅一」以方便就業，取「赤城」為姓氏懷念故鄉的赤嵌樓。:33蔡草如返臺後為了負擔家計，繼續跟隨舅舅陳玉峰承接廟宇彩繪工作。同時也開始參與「全省美展」競賽，多次獲得特選第一名。1953年，蔡草如有感於自己的天性有濃厚的草地郎個性，從錦添改名為草如。
因多次獲得首獎肯定，蔡草如於1960年開始擔任全省美展的「國畫部」評審委員，同時成為「台陽美協」的會員。為推廣水墨創作，蔡草如也在1964年成立「臺南市國畫研究會」，每年於台南市文教場地舉辦會員作品公開展覽。會員相互觀摩指導，帶動南臺灣現場寫生的水墨畫風氣。

## 蔡草如的創作風格

### 膠彩畫
蔡草如的膠彩畫，早期較接近傳統水墨畫法，1958年後，色彩感覺趨於厚重，實際上是由薄塗的豐富層次所營造出氛圍，對比的感覺更為強烈，厚實具有力道的構圖中，帶有一股樸實的本土氣息。蔡草如的作畫嚴謹，平時外出都會攜帶速寫本，將看見的景物隨時紀錄下來。晚年的畫風沉靜幽玄，在造型和色彩更趨向主觀表現。

### 廟宇彩繪

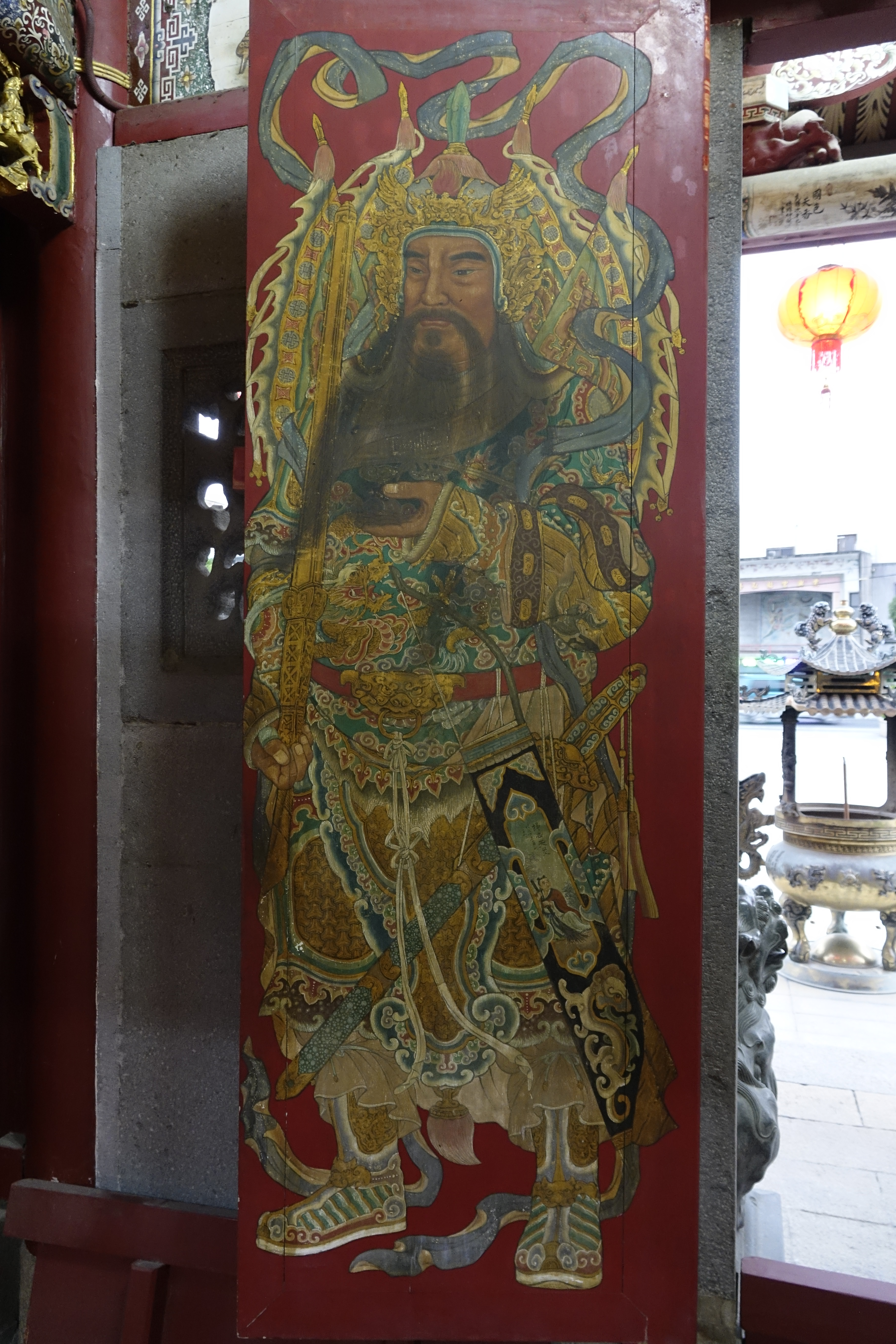
蔡草如於佳里興震興宮繪製的門神。

蔡草如的寺廟門神彩繪具有其風格特色，代表作之一如1972年的台南開元寺完成的大門門神彩繪，包括中門的韋馱、伽藍二護法，及次門的四大天王。
蔡草如的門神彩繪受其水墨人物畫影響，墨線的勾勒柔順，重視色彩的協調，華麗裝飾感較少，具繪畫藝術表現。門神的頭身比例是以東方人約1:6.5或1:7的體型為原則，頭部後方常加上光圈的處理，當衣帶飄舉經過光圈時，顏色加以變淡，藉此強調出衣帶透明的質感。

### 民俗畫
蔡草如雖然在1988年之後就不再繪製廟宇彩繪，但是紙絹材質的民俗畫仍然持續創作。蔡草如格外講究造型構圖的嚴謹、氣勢的營造及光影的表現。對於人物的姿態、神情、動作、服飾以至於場景陳設等，往往再三考證，以求畫面之精準。

## 獲獎及展覽

### 獲獎
- 1946年   返回台灣協助舅舅陳玉峰繪畫工作。〈伯樂相馬〉作品入選首屆全省美展[5]。
- 1948年 〈飯後袋煙〉作品獲第三屆全省美展學產會獎
- 1949年 〈草嶺潭〉作品獲第四屆全省美展畫部特選主席獎第一名
- 1951年 〈朝光〉作品獲第六屆全省美展文協獎
- 1953年 〈小憩〉作品獲第八屆全省美展國畫部主席獎第一名，〈捕食〉作品獲第十六屆台陽美展台陽獎
- 1954年 〈蒼穹〉 作品獲第十七屆台陽美展台陽獎
- 1955年 〈熱舞〉 作品獲第十屆全省美展主席獎第二名
- 1956年 〈小宇宙〉 作品獲第十一屆全省美展主席獎第一名
- 1957年 〈海濱〉作品獲第十二屆全省美展主席獎第二名
- 1958年 〈曙光〉作品獲第十三屆全省美展主席獎第一名
- 1959年 〈靖波門〉作品獲第十四屆全省美展免審查邀展。在早期省展審查委員高穩定性之人事結構下，累獲三度省展同一部門的首獎者，得晉升為永久「免審查」，亦即列入未來優先遴聘為審查委員之候補名單，對參展藝術家證書而言，可算是最高榮譽
- 1959年加入台陽美術協會，並參與公募展之評審
- 1960年 受推薦擔任全省美展國畫部評審委員

### 畫展
- 1981年 與林玉山、陳進、林之助、許深州等五人共同發起連署結合全省膠彩畫同好成立台灣省膠彩畫協會於台中市，並舉辦展覽。爾後並每年舉辦畫會展覽。
- 1983年 個展於台南市中正藝廊。
- 1984年 應聘為台南市立文化中心演藝廳設計帳幕圖案「雅樂和鳴有鳳來儀」。
- 1985年 參加中日文化交流展
- 1988年 參加國立歷史博物館當代人物藝術展。於台南文化中心舉辦七十回顧展。於國立歷史博物館舉辦七十回顧展
- 1989年 獲頒林本源中華文化獎；獲頒台南市最高榮譽藝術獎
- 1991年 個展於台南市三彩藝廊。
- 1998年 於台南文化中心舉辦八十回顧展
- 1999年 於台灣省立美術館舉辦八十回顧展
- 2022年 於臺南市美術館舉辦「蔡草如：神話、戲臺與逆光赤城」展覽

## 蔡草如的廟宇彩繪作品分佈與現況
蔡草如之現存作品有30處，本章整理其施作年代及清單：
| 年代 | 施作對象                                               | 地點         |
| ---- | ------------------------------------------------------ | ------------ |
| 1965 | 關子嶺大仙寺〈剪一片白雲補袖〉及〈留半輪明月讀經〉壁畫 | 臺南市白河區 |
| 1966 | 普濟宮                                                 | 臺南市中西區 |
| 1966 | 開隆宮                                                 | 臺南市中西區 |
| 1967 | 震興宮                                                 | 臺南市佳里區 |
| 1967 | 配天宮                                                 | 嘉義縣朴子市 |
| 1967 | 大岡山超峰寺                                           | 高雄市阿蓮區 |
| 1967 | 南鯤鯓代天府                                           | 臺南市北門區 |
| 1967 | 下茄苳旌忠廟                                           | 臺南市後壁區 |
| 1968 | 大埔福德祠                                             | 臺南市安南區 |
| 1968 | 聚波亭大眾廟                                           | 臺南市鹽水區 |
| 1970 | 麻豆北極殿普濟寺                                       | 臺南市麻豆區 |
| 1972 | 灣裡萬年殿                                             | 臺南市南區   |
| 1971 | 日月潭文武廟                                           | 南投縣魚池鄉 |
| 1971 | 南廠天池壇                                             | 臺南市中西區 |
| 1982 | 開元寺                                                 | 臺南市北區   |
| 1972 | 開基靈祐宮                                             | 臺南市中西區 |
| 1973 | 大社青雲宮                                             | 高雄市大社區 |
| 1973 | 興濟宮                                                 | 臺南市北區   |
| 1974 | 布袋嘉應廟                                             | 嘉義縣布袋鎮 |
| 1974 | 和意堂                                                 | 臺南市中西區 |
| 1974 | 新營真武殿                                             | 臺南市新營區 |
| 1975 | 大豐南天宮                                             | 臺南市鹽水區 |
| 1975 | 海尾寮朝皇宮                                           | 臺南市安南區 |
| 1975 | 外塭仔崇聖宮                                           | 臺南市安南區 |
| 1976 | 臺開基武廟                                             | 臺南市中西區 |
| 1976 | 玉井盤古殿                                             | 臺南市玉井區 |
| 1978 | 灣裡保安宮                                             | 臺南市南區   |
| 1979 | 海安宮                                                 | 臺南市中西區 |
| 1986 | 福隆宮                                                 | 臺南市北區   |

## 傳記與相關作品
- 蕭瓊瑞，《府城民間傳統畫師專輯》，臺南市:臺南市政府，1996。
- 林仲如主訪編撰，歷史博物館編輯委員會編輯，《蔡草如—南瀛藝韻》，臺北:國立歷史博物 館，2004。
- 臺灣省立美術館編輯委員會，《蔡草如八十回顧展》，臺中市:省美術館，1999。
- 林明賢，《應物成像—蔡草如捐贈作品展》，臺中市:國立臺灣美術館，2009。
- 黃義明，《蔡草如彩繪藝術之研究》，國立台南師範學院鄉土文化研究所碩士論文，2003。
- 黃冬富，《蔡草如:菜圃景色》，臺南市:臺南市政府，2012。
- 蕭楷競，〈蔡草如：神話、戲臺與逆光赤城〉展覽專文，收錄於林育淳主編，《蔡草如：神話、戲臺與逆光赤城》展覽專輯，臺南市：臺南市美術館，2022。

## 外部連結
- 蔡草如：神話、戲臺與逆光赤城 Tshuà Tsháu-jû: Myth, Stage and the Backlit Fort Provintia （页面存档备份，存于），臺南市美術館展覽官網。